# Вечнозелено растение
Вечнозелено растение е растение, което има листа през всички сезони. То е противоположно на листопадното, което напълно губи своите листа през зимата или (съответно) сухия сезон.
Съществуват много различни видове, както дървета, така и храсти. Вечнозелените растения включват:
- повечето видове иглолистни дървета (например син смърч, бял бор)

- голосеменни като Цикасови

- повечето покритосеменни от топлия климат, като евкалипт и дървета от дъждовните гори

Специален случай е велвичията, африканско голосеменно растение, което има само две листа, растящи непрекъснато през целия живот на растението. Това дава на листната тъкан 20 до 40 години постоянство.

## Причини
В топлите тропически региони повечето растения от тропическите гори са вечнозелени. Те заменят листата си постепенно през годината. Растенията в климати със сухи сезони могат да бъдат вечнозелени или листопадни. Повечето растения от топлия умерен климатичен пояс също са вечнозелени. В студените умерени климати се намират по-малко вечнозелени растения, тъй като малко от тях (най-вече иглолистни) могат да издържат температури под -25 °С.
С всяко падане на листата, листопадните дървета губят хранителни вещества, които трябва да всмучат наново от почвата при образуването на нови листа. В този случай, вечнозелените растения имат предимство, защото са се адаптирали към ниските нива на хранителни вещества. Те
могат да оживеят, дори ако техните листа или иглички трябва да издържат на студ или суша, и дори ако не могат да извършват ефективно фотосинтеза. Така, в топъл климат, видове като бор или кипарис могат да оцелеят върху бедни почви. В тайгата органичният материал се разлага бавно поради студа и хранителните вещества в почвата са по-трудно достъпни за растенията – така вечнозелените такива са привилегировани.
В умерения климат вечнозелените растения оцеляват по-лесно – падналите игли и листа от тях имат по-високо съотношение
въглерод-азот, отколкото тези от листопадните. Това води до по-кисела почва и до по-ниско съдържание на азот в почвата. Тези условия благоприятстват растежа на вечнозелени растения и правят по-трудно оцеляването на листопадните. В допълнение, укритието от съществуващите вечнозелени растения може да направи по-лесно издържането на студ и/или суша за младите такива.